# AIDA (missão espacial)
Asteroid Impact & Deflection Assessment (AIDA) é uma missão espacial proposta em conjunto pela NASA e a Agência Espacial Europeia (ESA) e que iria estudar os efeitos de bater uma sonda espacial em um asteroide. A missão irá testar se uma nave espacial poderia desviar com êxito um asteroide em rota de colisão com a Terra. O projeto foi formado pela junção de dois estudos separados, chamados 'DART' (sonda de impacto da NASA) e 'AIM' (orbitador que seria desenvolvido pela ESA).

## Missão
O alvo será o 65803 Didymos, um sistema binário em que um asteroide é orbitado por outro menor. Na missão AIDA, a nave espacial DART impactará com o menor dos asteroides e a AIM iria estudar o efeito em sua órbita ao redor do asteroide maior, bem como estudar a geologia dos dois asteroides. Ambas as sondas seria capaz de operar de forma independente, de modo que se uma falhar, a outra pode ainda atingir as metas da ciência. Porém, o AIM foi cancelado em 2016, quando a Alemanha não conseguiu financiar sua parte e, após algumas reações na ESA, o AIM foi substituído em 2018 por uma espaçonave menor chamada Hera, que seria lançada cinco anos após o DART para orbitar e estudar a cratera no asteroide. Os ministros espaciais da Europa tomarão uma decisão final em novembro de 2019 sobre o lançamento da missão Hera.
O DART impactou-se em 2022 na pequena lua do asteroide Didymos, enquanto a Hera deve chegar à Didymos em 2027, cinco anos após o impacto do DART.